# رالف بولسون (كرة سلة)
رالف بولسون (بالإنجليزية: Ralph Polson)‏ مواليد 26 أكتوبر 1929، هو لاعب كرة سلة أمريكي معتزل. تم اختياره من قبل فريق نيويورك نيكس خلال الدرافت. يبلغ طوله 6 قدم 7 بوصة (2.0 م). لعب مع نيويورك نيكس وغولدن ستايت ووريورز.

## روابط خارجية
- رالف بولسون على موقع إن بي أي (الإنجليزية)
- رالف بولسون على موقع سبورتس رفرنس (الإنجليزية)
- رالف بولسون على موقع ريلجم (الإنجليزية)
- رالف بولسون على موقع بروبوليرز (الإنجليزية)